# Oeigoeren
De Oeigoeren (Oeigoers: ئۇيغۇرلار, Chinees: 維吾爾) zijn een Turks volk uit de Chinese autonome regio Xinjiang. Met ongeveer 12 miljoen personen vormen de Oeigoeren 45% van de bevolking van dit gebied. De Oeigoerse taal behoort tot de Turkse talen. Het grootste deel van de Oeigoeren woont in het Tarimbekken, het zuidelijk deel van de provincie en hun traditionele woongebied, waar zij met ruim 80% van de daar wonende bevolking nog steeds de meerderheid vormen.

## Achtergrond
Tot begin twintigste eeuw bestond Oeigoer als etnisch begrip niet. De meeste historici zijn van opvatting dat de groep die nu Oeigoeren wordt genoemd, afstamt van een aantal volkeren, waaronder de oorspronkelijke Oeigoeren die in het gebied van het huidige Mongolië hebben gewoond. Die groep veroverde het Rijk der Göktürken en stichtte omstreeks het midden van de achtste eeuw het Oeigoerse Rijk. Dit rijk hield ongeveer honderd jaar stand tot het midden negende eeuw werd vernietigd door de Jenisej Kirgiezen, die hun basis hadden in het gebied van de Minoesinsklaagte.

## Vroege geschiedenis

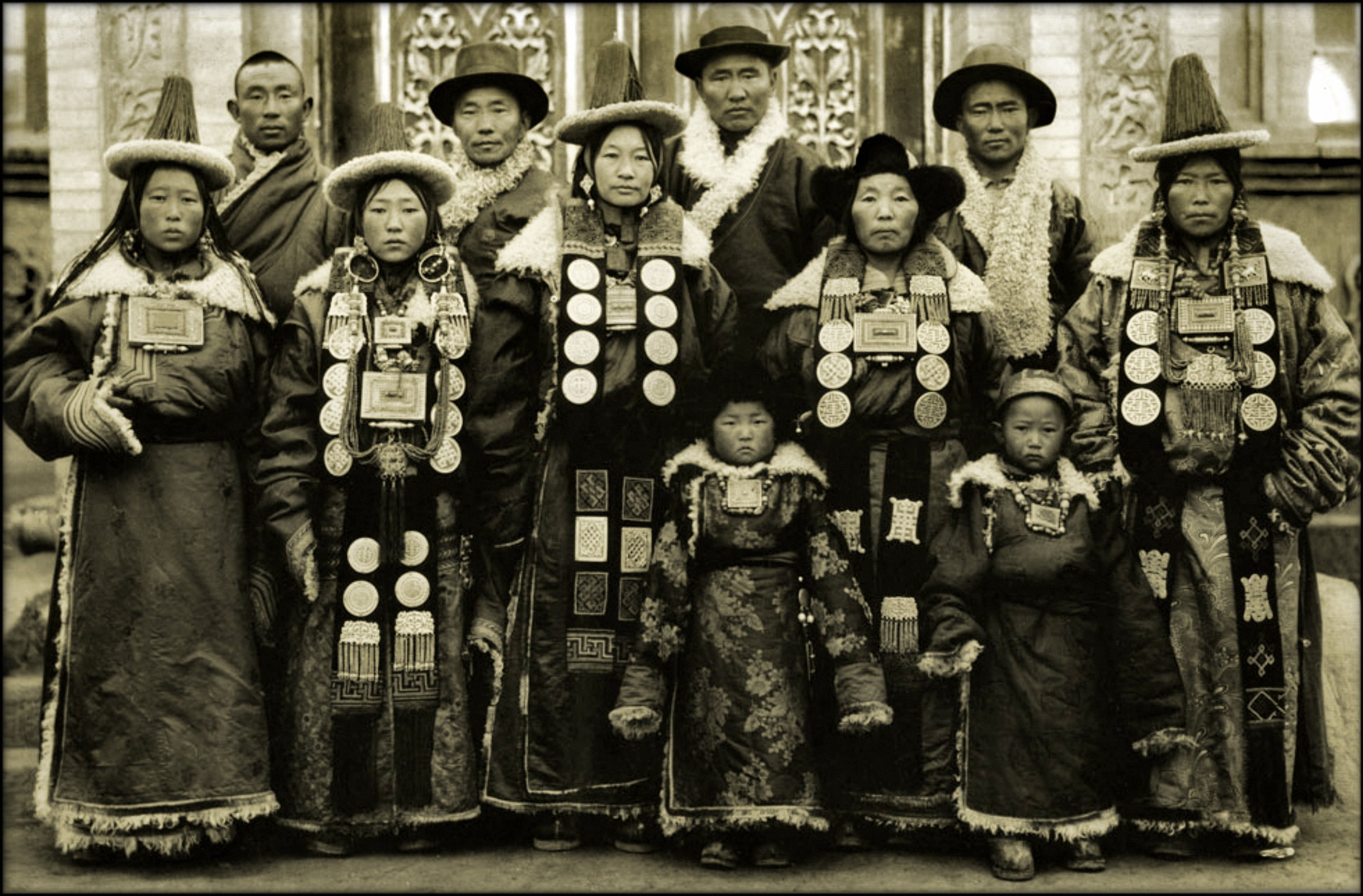
Een familie in traditionele klederdracht in Lanzhou, 1944. Wegens de hoed, kleren en sieraden ging het waarschijnlijk om Yugor. De foto werd gemaakt door Mark Tennien, destijds een van de Amerikaanse christelijke zendelingen in de stad.

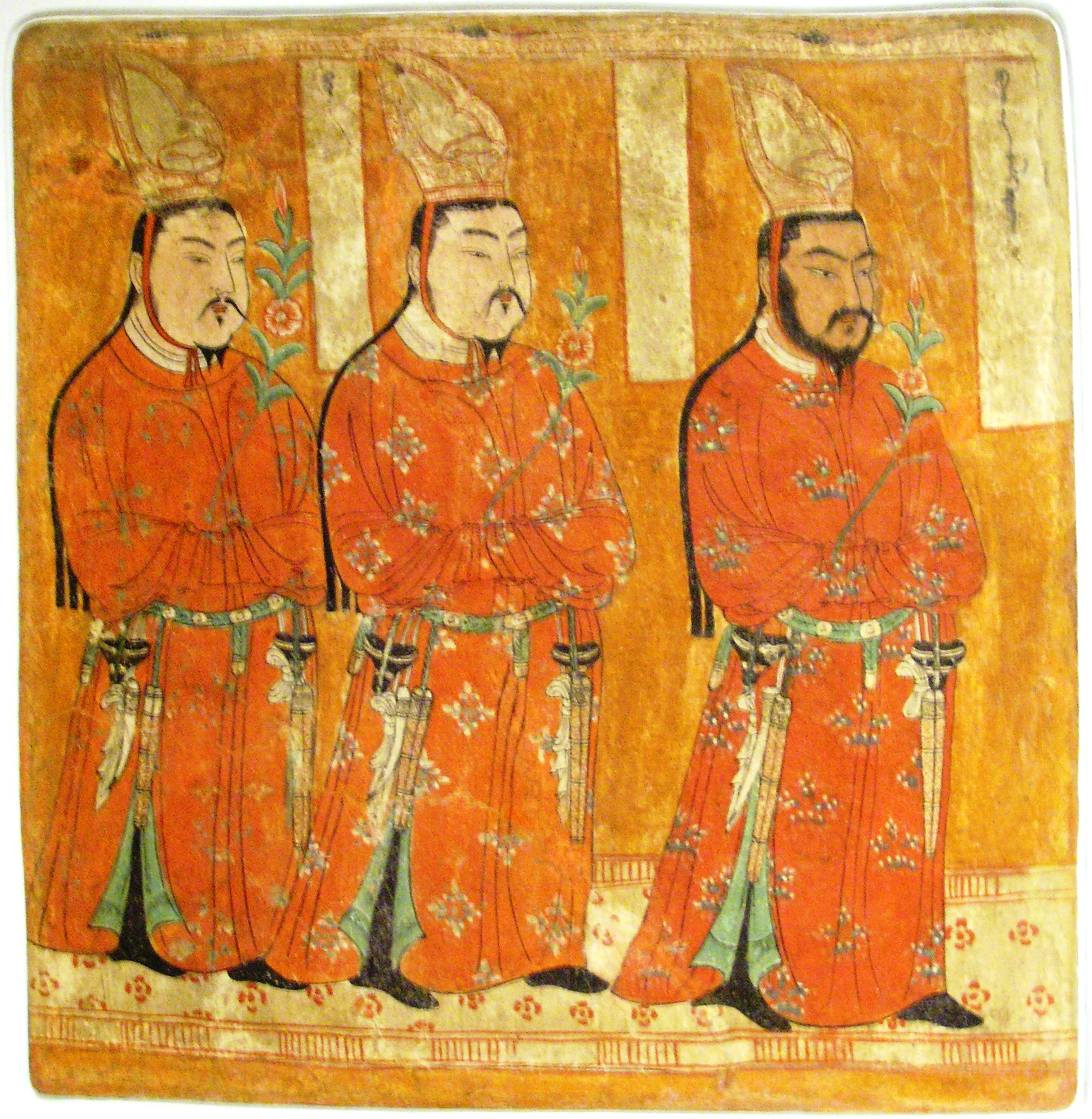
Muurschildering van Oeigoerse prinsen van het koninkrijk Qocho uit de grotten van Bezeklik

Het gevolg van de vernietiging van het Oeigoerse Rijk was een verspreiding van de toenmalige Oeigoeren over meerdere delen van Centraal-Azië. Zij vormden twee nieuwe staten.
De eerste kwam tot stand in de huidige Chinese provincie Gansu en staat bekend als Yugor, dat ook de naam is van de huidige etnische groep die zijn afkomst naar die periode traceert. De Yugor zijn in de 21e eeuw met ongeveer 15.000 mensen een van de kleinste van de officiële etnische groepen van de Volksrepubliek China. Even na 1030 werd deze staat onderworpen door de Tangoeten en ging deel uitmaken van hun koninkrijk. De Yugor gingen in die periode over van het manicheïsme naar het Tibetaans boeddhisme en hangen dat geloof in meerderheid tot op de dag van vandaag aan. Er zijn een aantal historici van opvatting dat tot diep in de twintigste eeuw de Yugor de culturele opvattingen en gebruiken van de oorspronkelijke Oeigoeren het best hadden bewaard. Dat geldt in het bijzonder voor de taal van de Yugor. In de zogenaamde Westelijke Yugortaal zijn nog veel overeenkomsten te vinden met het oorspronkelijke Oeigoers uit de periode van het Oeigoerse Rijk.
De meerderheid van de Oeigoeren vormde het koninkrijk Qocho dat zijn basis had in een aantal oasesteden in het Tarimbekken, zoals Hami, Kucha, Turpan, Gaochang en Bezeklik. Het gebied had eerder deel uitgemaakt van het rijk van de Chinese Han-dynastie. Ook de Tang-dynastie (618-907) had het gebied tot aan ongeveer 760 beheerst. Daarna maakte het tot midden negende eeuw deel uit van het Tibetaanse rijk. In het Tarimbekken mengden deze Oeigoeren zich met groepen van onder meer sprekers van het Tochaars. Het oorspronkelijke Oeigoers van de periode van het Oeigoerse Rijk verdween geheel. Hun schriftsysteem werd onder invloed van de Sogdiërs gewijzigd. Later zou dat schriftsysteem de basis vormen voor het Mongools alfabet. Het huidige moderne Oeigoers behoort samen met bijvoorbeeld het Oezbeeks tot de Qarluq-familie van de Turkse talen.
Qocho werd uiteindelijk een vazalstaat van de Kara-Kitan. Begin dertiende eeuw onderwierp de heerser van Kara -Kitan zich aan Dzjengis Khan. Het gebied werd tot aan 1335 een vazalstaat van het Mongoolse rijk en daarna van het kanaat van Chagatai. Het nog bestaande koninkrijk van Qocho behield een zekere autonomie. Na de val van de Yuan-dynastie gingen de meeste Oeigoeren in het gebied van het Tarimbekken over van het manicheïsme en nestorianisme tot de islam.
Na de val van het kanaat van Chagatai gingen de Oeigoeren in het Tarimbekken deel uitmaken van het kanaat van Moghulistan, dat tot in de zeventiende eeuw heeft bestaan. Vanaf de tweede helft van de zeventiende eeuw was er sprake van een groeiende invloed van de Dzjoengaren in het Tarimbekken. Hun leider Galdan wist de oasesteden Hami en Turfan te veroveren. Latere leiders van de Dzjoengaren brachten Turkstalige moslims naar het noordelijk van het Tarimgebied gelegen bekken van Dzjoengarije om daar de landbouw te bevorderen.
In 1755 wist de Chinese keizer Qianlong het bekken van Dzjoengarije na de finale nederlaag van de Dzjoengaren in het rijk te incorporeren. Vrijwel onmiddellijk daarna volgde het Tarimbekken, het zuidelijk deel van de huidige provincie van de huidige provincie Sinkiang. Beide gebieden werden onder een vorm van militair bestuur geplaatst. In het Tarimbekken met een vooral islamitische bevolking behielden begs op lokaal en districtsniveau hun bestuurlijke taken onder supervisie van functionarissen van de Qing-dynastie.

## Identiteit

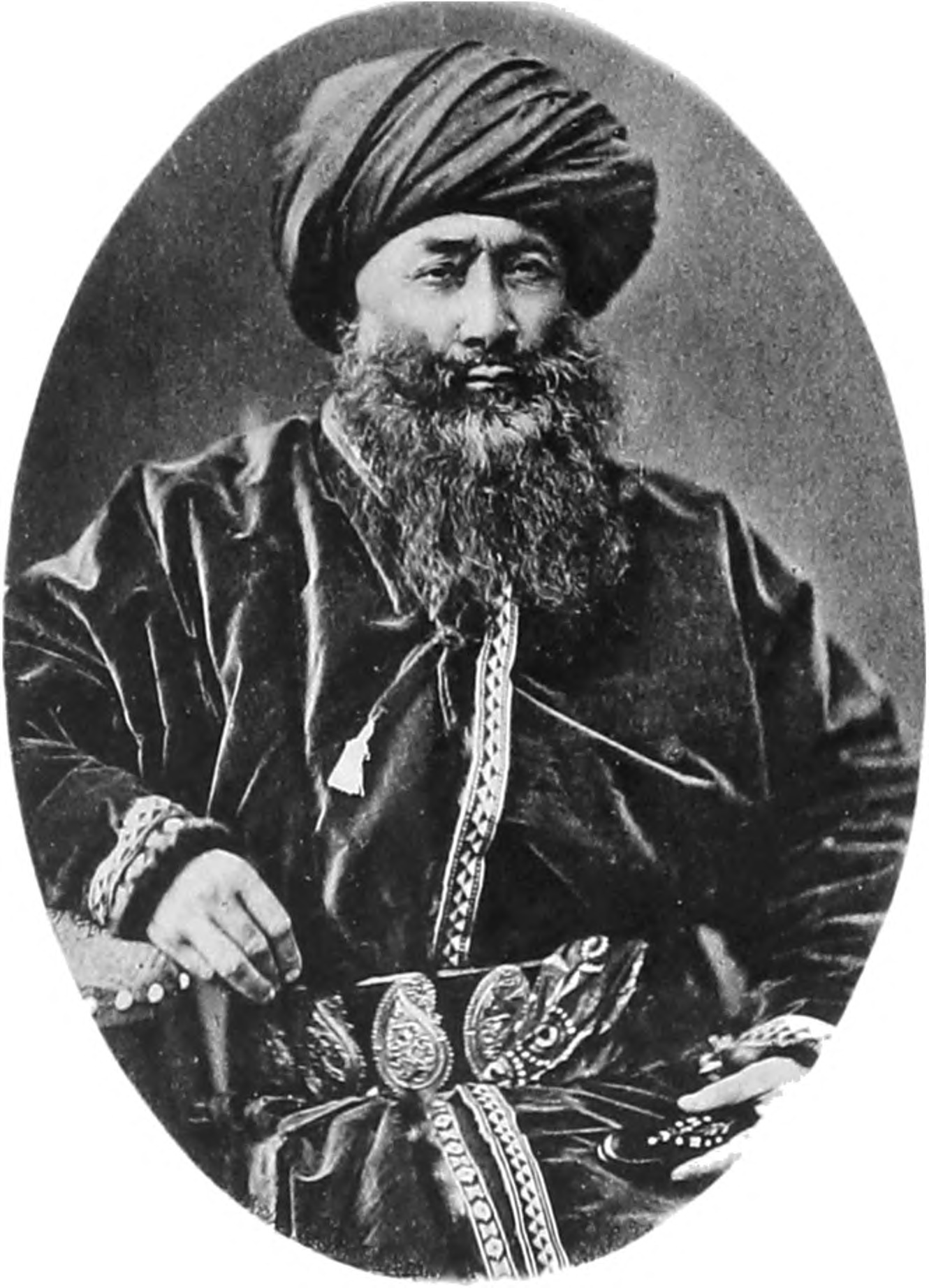
Yakub Beg

Vanaf begin vijftiende eeuw werd in toenmalige bronnen het begrip Oeigoer niet meer genoemd. De moslims in de oasesteden in het Tarimbekken ontleenden hun identiteit naast hun geloof aan de oasestad en de omgeving waar zij woonden. Tot in de twintigste eeuw onderscheidden Chinese regeringen Turkstalige moslims alleen van Hui, Chinese moslims, door de eersten aan te duiden als chantou of chanhui in de betekenis van moslims met een tulband die grote groepen Turkstalige moslims droegen. Westerse reizigers noemden de moslims in het Tarimbekken Turki. De Turkstalige landbouwers en moslims in het gebied van het bekken van Dzjoengarije werden Taranchi genoemd.
Door sommige huidige Oeigoerse nationalisten wordt Yakub Beg (1820-1877) gezien als de eerste die streed voor onafhankelijkheid van het gebied. Yakub Beg en zijn strijdmacht waren echter een bezettingsmacht die in 1865 van buiten het gebied een opstand wisten te 'kapen'. Het waren ook in de eerste plaats Hui, Chinese moslims, die enkele jaren eerder in opstand tegen de Qing-dynastie waren gekomen, pas later gevolgd door Turkstalige moslims.
Na het bedwingen van de opstand in 1878 werden het Tarimbekken en het bekken van Dzoengarije die tot dan onder de Qing verschillend waren bestuurd onder een vorm van bestuur gebracht en de huidige provincie Sinkiang gevormd. Nog steeds wonen de meeste huidige Oeigoeren in het zuidelijk deel, het Tarimbekken.
Na de val van het keizerrijk in 1911 verklaarden Tibet en Mongolië zich onafhankelijk. In Sinkiang gebeurde dat niet. Er was ook geen groep van niet-Chinese prominenten van enige omvang, een elite aanwezig die dat had kunnen doen. Een min of meer gezamenlijke notie van Turkstalige moslims van de gevolgen van de val van het keizerrijk ontbrak eveneens.
Er was wel het begin van de notie van enig modern onderwijs voor moslims. Islamitische handelaren uit het Tarimbekken hadden frequente contacten met Rusland. Daar namen ze kennis van de beweging van de Jadid, een groep islamitische hervormers met noties over meer modern onderwijs buiten de madrassa met slechts een zeer traditioneel islamitisch curriculum. Enkele handelaren poogden nieuwe vormen van onderwijs met nu ook meer seculier gerichte vakken in Sinkiang te introduceren. In plaatsen als Ürümqi, Kashgar, Yarkand, Kucha, Hami en Yining werden nieuwe onderwijsinstituten gecreëerd, vaak eerst met islamitische docenten uit Rusland.
Die initiatieven stuitten overigens vaak ook op oppositie van de gevestigde islamitische geestelijkheid in Sinkiang. De jidadisten van Sinkiang en de – in omvang geringe – intellectuele elite onder hen hadden in de jaren 10 en 20 van de twintigste eeuw nog geen notie van een gewenste eigen nationale staat. Voor zover ze aan een natie dachten, was dit meer een verenigd cultureel Turkstalig islamitisch Centraal-Azië waar handelaren en intellectuelen deel van uit zouden maken en die zowel Chinees als Russisch onderdaan konden zijn. Veel van deze jidadisten waren een decennium later wel actief betrokken bij de stichting van de Eerste Oost-Turkestaanse Republiek.

### De herintroductie van het begrip Oeigoer

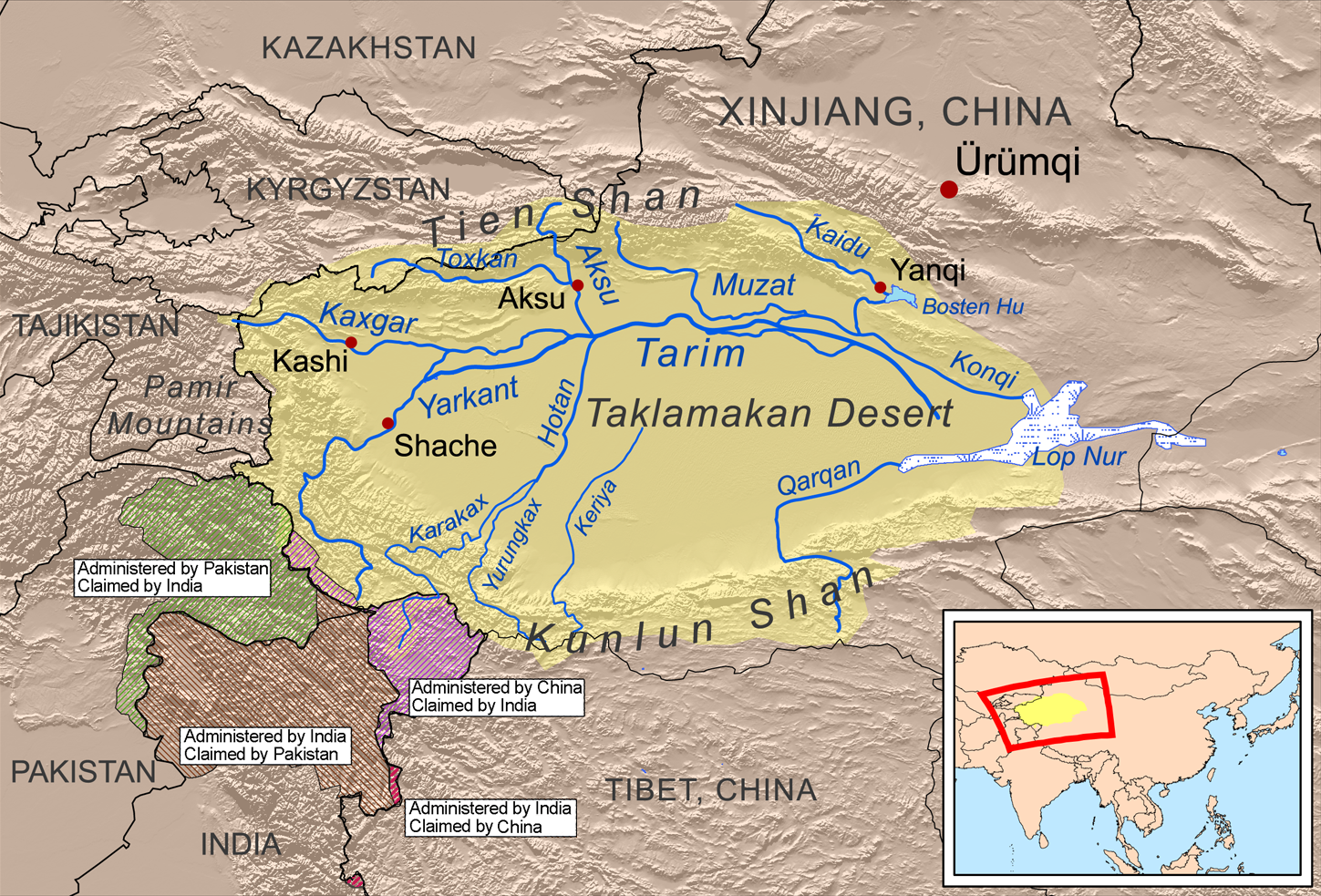
Het Tarimbekken

Enkele Russische oriëntalisten hadden eind negentiende eeuw in destijds verder nauwelijks opgemerkte publicaties voorgesteld de moslims van het Tarimbekken Oeigoeren te noemen vanwege de veronderstelde culturele wortels met het koninkrijk Qocho. Rond 1915 begonnen Turkstalige moslims in het eerst door het tsaristische Rusland en daarna door de Sovjet-Unie beheerste Fergana en het Zevenstromenland deze associatie te hanteren. In 1921 kreeg op een conferentie in Tashkent de toen al bestaande 'Organisatie van arbeiders en boeren van Altishar (een historische Turkse benaming voor het Tarimbekken) en Dzjoengarije' een nieuwe naam. De nieuwe naam was 'Organisatie van Revolutionaire Oeigoeren'. De bekendste Turkstalige dichter in het Tarimbekken adopteerde die naam en noemde zich voortaan Abdukhaliq "Uyghur".

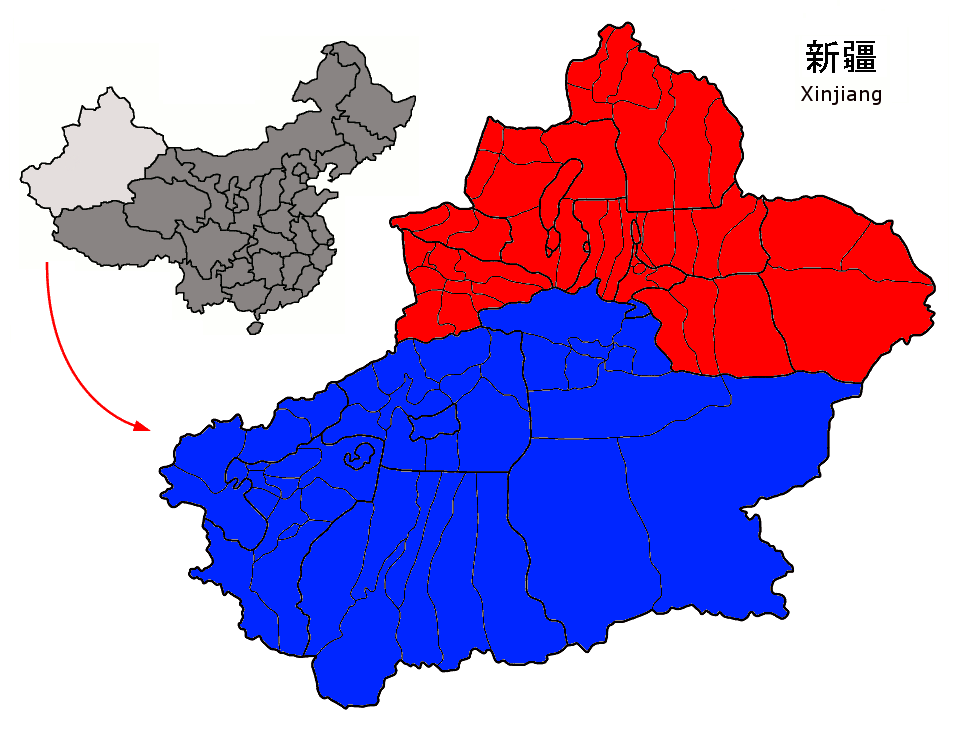
Sinkiang. Rood bekken van Dzjoengarije. Blauw het Tarimbekken

De eerste keer dat de term Oeigoer in officiële documenten verscheen was gedurende de periode dat Sheng Shicai vanaf 1933 de belangrijkste krijgsheer in Sinkiang was. De Republiek China had in principe zowel nomadische als sedentaire, Turkstalige als Chinese moslims gezamenlijk als een en dezelfde groep gezien naast de overige vier (Han-Chinezen, Mantsjoes, Tibetanen, Mongolen), die deel uitmaakten van de Chinese natie.
In de periode van Sheng Shicai verscheen er een document waar in Sinkiang veertien etnische groepen werden erkend. Dat waren Oeigoeren, Taranchi (Turkstalige moslims in Dzjoengarije), Kazachen, Kirgiezen, Oezbeken, Wolga-Tataren, Tadzjieken, Mantsjoes, Xibe, Solonen (een subgroep van de Evenken), Han, Hui, Mongolen en Russen. Sheng Shicai zorgde dat ieder van die veertien categorieën vertegenwoordigd was in een vorm van een provinciaal parlement en voor ieder werden culturele verenigingen en organisaties gesticht.
Er was veel kritiek op de indeling, de politiek die daarmee samenhing en ook op de officiële herintroductie van het begrip Oeigoer. Het had politieke implicaties die islamitische en Turkstalige groeperingen tegenover elkaar konden zetten. De stichters van de Eerste Oost-Turkestaanse Republiek hadden overwogen de naam 'Oeigoeristan' voor de republiek te kiezen. De eerste geslagen munten hadden ook die naam. Vanwege de politieke implicaties en het feit, dat er meerdere etnisch verschillende Turkstalige groepen moslims in het gebied aanwezig waren hadden zij daarvan afgezien.
De indeling van Sheng Shicai bleef echter gehandhaafd en werd zeker na 1940 steeds meer geaccepteerd. Het is nog steeds ook vrijwel dezelfde indeling als die de huidige Volksrepubliek China hanteert.

### Eerste Oost-Turkestaanse Republiek

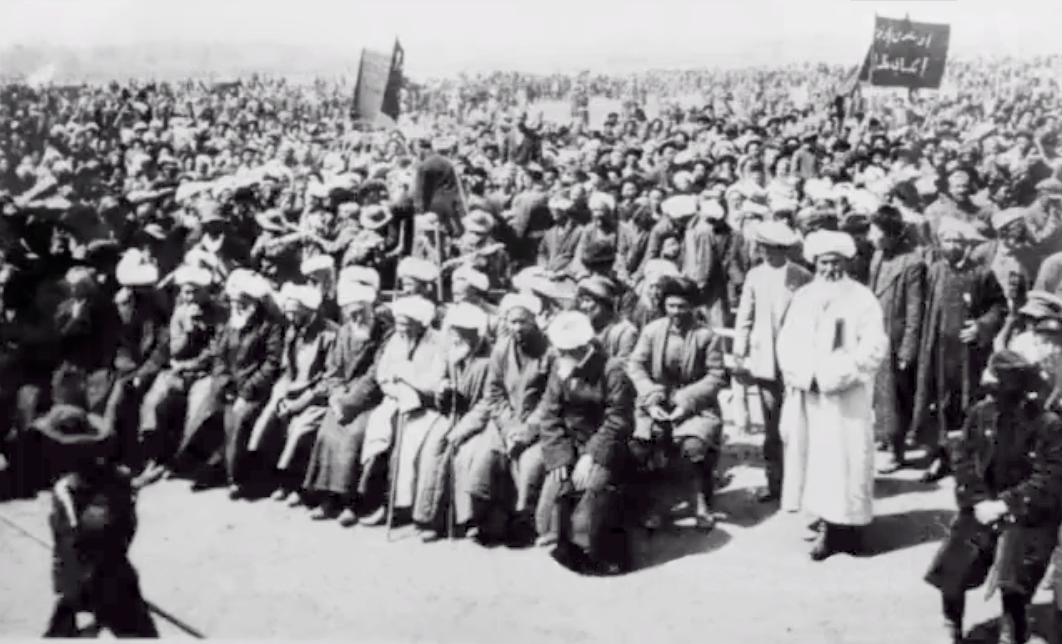
Het uitroepen van de Eerste Oost-Turkestaanse Republiek (1933)

Grondgebied, beheerst door de Eerste Oost-Turkestaanse Republiek

De jaren 30 van de twintigste eeuw waren in Sinkiang chaotisch en verwarrend. Er waren tientallen partijen in het gebied aanwezig die steeds om uitbreiding van hun machtsinvloed vochten. Daarbij werden om redenen van politieke en militaire opportuniteit steeds wisselende en soms ook onwaarschijnlijke coalities gesloten. Groepen van Witte Russen vochten bijvoorbeeld onder commando van Sovjetofficieren. Ook binnen dezelfde etnische groeperingen, bijvoorbeeld Hui en Oeigoeren waren onderling rivaliserende groeperingen.
Vanaf 1928-1933 was Jin Shuren, een Han-Chinees uit Gansu, de belangrijkste krijgsheer in Sinkiang. In 1930 maakt hij een eind aan het bestaan van het nog min of meer autonome kanaat van Kumul, waarvan Hami en omgeving het belangrijkste deel waren. Sinds de verovering van het Tarimbekken door de Qing hadden de khans van het kanaat een vorm van zelfbestuur gehad onder de voorwaarden dat ze zorgden voor voldoende belastingafdracht en de belangen van de Qing niet hinderden. Het gebied kwam onder rechtstreeks bestuur van Jin Shuren.
Jin confisqueerde land van Oeigoeren en gaf dat aan Han-Chinezen. Dit versterkte al bestaande etnische spanningen tussen Chinezen en Oeigoeren. Het gevolg was de Kumul-opstand, een beweging van Oeigoeren om het kanaat weer te herstellen.
Min of meer tegelijkertijd vond een opstand plaats in Khotan. De leiders hiervan wilden een onafhankelijke Oeigoerse staat en de verdrijving van Han-Chinezen, maar vooral Chinese moslims uit Sinkiang. Deze twee opstanden gingen elkaar versterken en resulteerden uiteindelijk in de kortstondige Eerste Oost-Turkestaanse Republiek (november 1933-juni 1934).
De republiek had een constitutie (grondwet) met twee belangrijke pijlers. De eerste was dat het een islamitische staat zou zijn. In het eerste artikel van de constitutie werd uitgesproken dat de nieuwe staat gebaseerd was en zou handelen op basis van de sharia. Daarnaast was het gebaseerd op beginselen van de jadistische beweging van enkele decennia daarvoor. Het document benadrukte het belang van hervorming van onderwijs en infrastructuur. Het door de republiek beheerste gebied was relatief gering. Het liep van Aksu langs de noordelijke rand van het Tarimbekken naar Khotan in het zuiden met Kashgar als hoofdstad. De republiek werd vernietigd door een strijdmacht van vrijwel uitsluitend Chinese moslims onder leiding van Ma Zhongying, een andere in het gebied aanwezige krijgsheer die in naam verbonden was met de Kwomintang.

## De periode van Sheng Shicai en de Tweede Oost-Turkestaanse Republiek

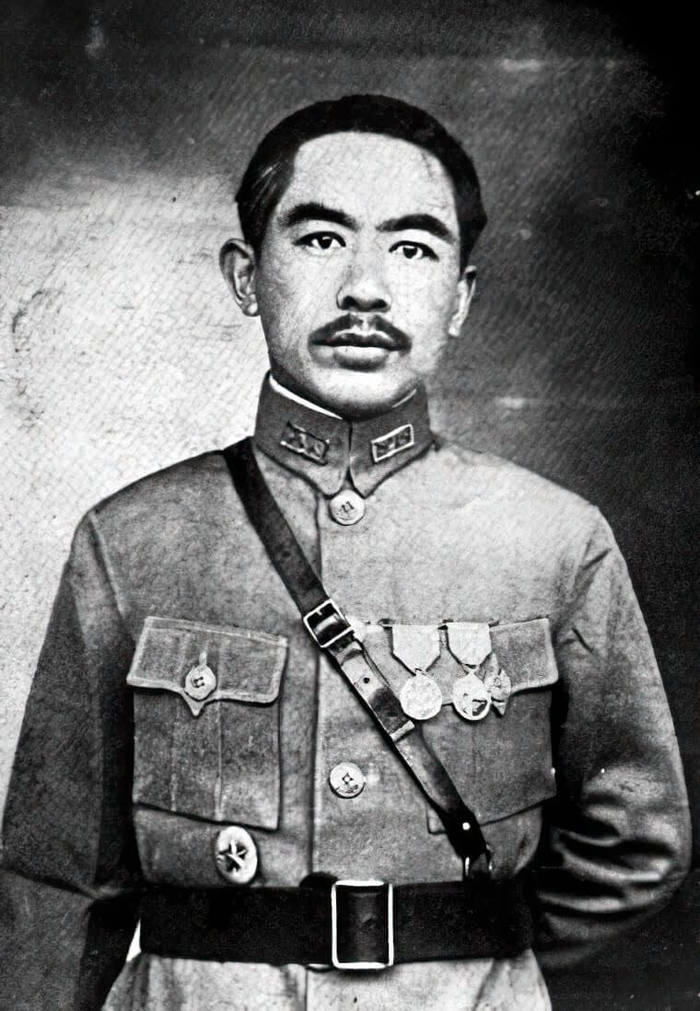
Sheng Shicai

Grondgebied beheerst door de Tweede Oost-Turkestaanse Republiek

Na Jin Shuren werd Sheng Shicai (3 december 1895 – 13 juli 1970) de machtigste krijgsheer in Sinkiang. Zijn etnische politiek was redelijk liberaal. Hij moedigde publicaties en onderwijs in andere talen dan Chinees aan, hoewel daar ongetwijfeld ook redenen van propaganda een rol speelden. Zijn belangrijkste beleidsdocumenten uit de jaren 30 spreken alle van de gelijkwaardigheid van alle etnische groeperingen.
Gedurende het grootste deel van zijn periode, 1933-1944, was de invloed van de Sovjet-Unie in Sinkiang zeer groot. In 1937 werd hij geconfronteerd met opstanden van Hui en Oeigoeren. Sheng wist die te bedwingen dankzij interventie van Sovjettroepen en lanceerde daarna een stalinistische campagne van zuiveringen. In 1942 was Sheng overtuigd van de nederlaag van de Sovjet-Unie in de Tweede Wereldoorlog. Hij sloot de grens voor handel met dat land en begon nu Chinese communisten en pro-Sovjet Oeigoeren te vervolgen. Hij opende onderhandelingen met de Kwomintang, die ieder gezag in het gebied had verloren. De Kwomintang kon troepen naar het gebied verplaatsen. In de herfst van 1942 had de Sovjet-Unie al zijn troepen en materiaal uit Sinkiang teruggetrokken.
In de loop van 1943 als de krijgskansen voor de Russen positiever zijn, probeerde Sheng opnieuw van coalitie te wisselen en benaderde opnieuw Jozef Stalin. Die weigerde echter iedere steun en dat noodzaakte Sheng opnieuw contact op te nemen met de Kwomintang. Uiteindelijk wist de Chinese regering hem in 1944 uit Sinkiang te verwijderen. In de periode dat de troepen van de Kwomintang Sinkiang binnentrokken, was de controle over een deel van Dzjoengarije al verloren. Hier waren Kazachen in opstand gekomen. Hun onvrede betrof het onmogelijk geworden zijn van handel met in de Sovjet-Unie gelegen gebieden. Daarnaast was aan hen een bijdrage gevraagd in het leveren van paarden voor de nationalistische campagne tegen Japan. In oktober 1944 brak een tweede opstand uit van Oeigoeren in de omgeving van Yining.
Op 15 november werd de Tweede Oost-Turkestaanse Republiek uitgeroepen, die tot 1949 heeft bestaan. De republiek beheerste globaal het grondgebied van de huidige Autonome Kazachse Prefectuur Ili. Vanaf september 1945 was er vorm van een wapenstilstand met de Chinese regering. Feitelijk hielden de rebellen het gezag over het door hen veroverd gebied en de Kwomintang over de rest van Sinkiang, terwijl er formeel een coalitieregering van de meeste betrokken partijen Sinkiang als geheel bestuurde.
In de geschiedschrijving zijn de totstandkoming en instandhouding van de republiek als een manoeuvre van de Sovjet-Unie gezien. Hedendaagse historici nuanceren dat beeld enigszins, maar duidelijk is dat de republiek op essentiële momenten relatief omvangrijke steun – ook in militaire zin – ontving. Ook deze republiek wordt door hedendaagse Oeigoerse nationalisten als een voorbeeld van nationale onafhankelijkheid gezien. Er waren echter ook binnen de Oeigoeren grote verschillen. Er waren procommunistische facties, maar ook zeer anticommunistische facties binnen de Oeigoeren. Er waren facties die volledige staatkundige onafhankelijkheid nastreefden. Er waren ook facties die genoegen konden nemen met vergaande autonomie binnen Chinees staatsverband.

## Binnen de Volksrepubliek China
In oktober 1949 trok het Volksbevrijdingsleger Xinjiang binnen. De communistische partij had nauwelijks ervaring in Sinkiang en met de niet-Han-groepen in de provincie. Het werd geconfronteerd met het probleem van diepgewortelde Sovjetinvloed bij veel niet-Han-groepen. Met name onder de Kazachen was er tot 1954 sprake van gewapend verzet tegen de communisten. Vanaf 1953 werden autonome gebieden gecreëerd, te beginnen met de laagste bestuurlijke niveaus. In 1954 werden de eerste autonome prefecturen in de provincie gevormd. In 1955 kreeg de provincie de nieuwe naam van Sinkiang Oeigoerse Autonome Regio.

### Migratie

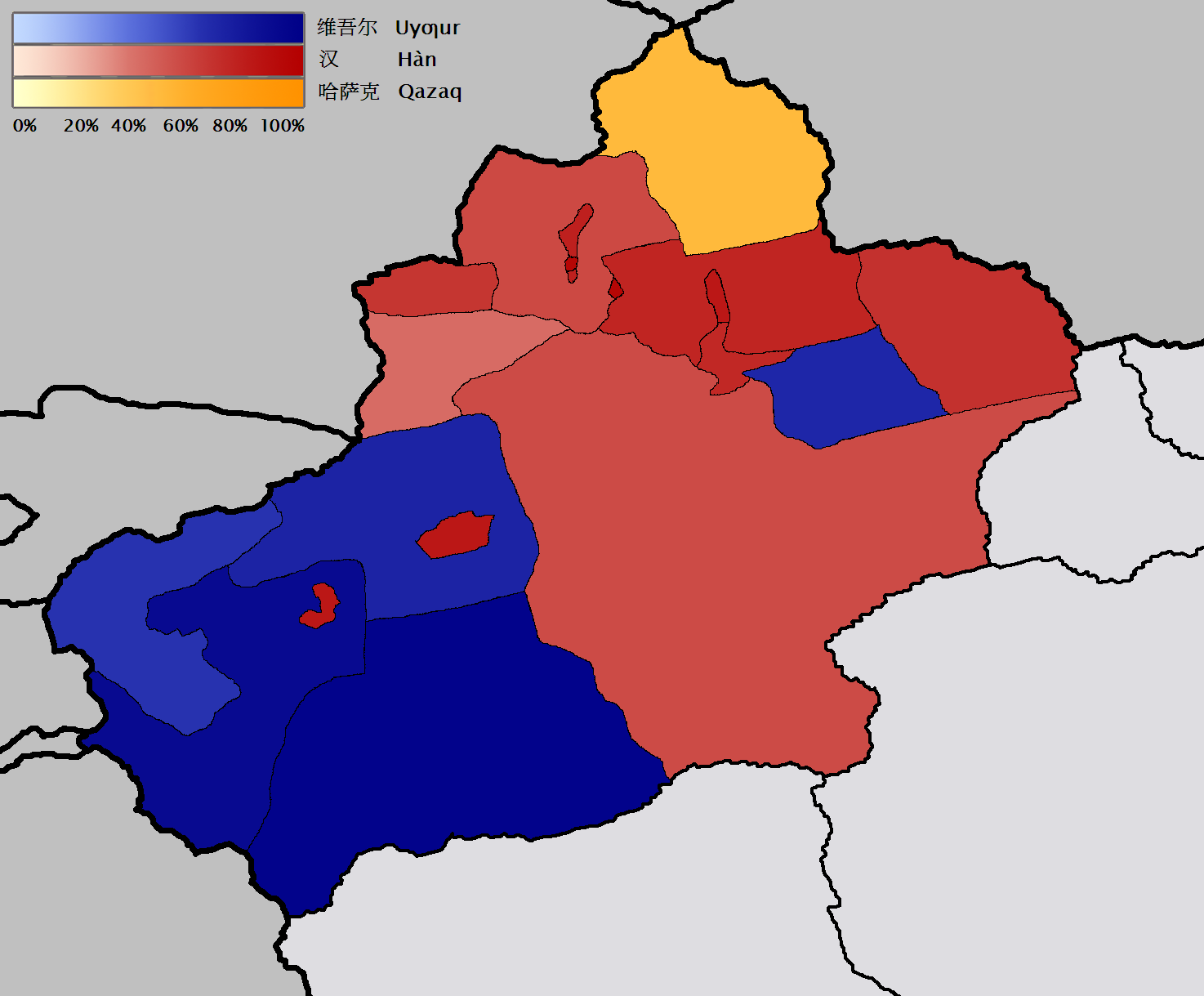
Etnische groepen en meerderheden in Sinkiang

Na de verovering van Sinkiang door de Qing-dynastie begon in de tweede helft van de achttiende eeuw een migratie van Han naar het gebied. Aan het begin van de negentiende eeuw waren er ongeveer 155.000 Han-Chinezen in Sinkiang tegenover ongeveer 330.000 Oeigoeren. De aantallen Han-Chinezen zakten aanzienlijk vanaf het midden van de negentiende eeuw, maar klommen daarna weer tot aan het midden van de twintigste eeuw. In 1947, kort voor de communistische machtsovername, waren er 220.000 Han-Chinezen en ruim drie miljoen Oeigoeren. In 2000 waren er ongeveer 7,5 miljoen Han-Chinezen tegenover 8,5 miljoen Oeigoeren.
Vanaf de achttiende eeuw tot aan het eind van de twintigste eeuw was de migratie van Han en Hui vooral gericht op het zeer dun bevolkte noordelijk deel van de provincie. Zij vestigden zich ook vooral in de grotere steden. Ürümqi, de hoofdstad van Sinkiang en de grootste stad in het westen van China, werd ontwikkeld vanaf midden achttiende eeuw en was vooral bedoeld voor vestiging van Han. In dit geval zijn het dus de Oeigoeren die nieuw zijn in de stad. Nog altijd woont 90% van de Han in het noordelijk deel van de provincie. Pas vanaf 1980 is er sprake van enige significante migratie van Han en Hui in het Tarimbekken, het zuidelijke deel van de provincie en het traditionele woongebied van de meerderheid van de Oeigoeren.

### Spanningen
Er zijn als gevolg van spanningen vanaf 1990 enkele tientallen aanslagen gepleegd door Oeigoerse organisaties, gevolgd door repressie van de Chinese overheid. De achtergrond en oorzaak van die spanningen hebben voor een deel te maken met beperkingen op religieus gebied. Personen in overheidsdienst kunnen geen islamitische kleding dragen. Personen onder de leeftijd van achttien jaar kunnen als individu geen gebedsdiensten in moskeeën bijwonen. Koranstudie is slechts toegestaan in daarvoor door de overheid bepaalde scholen.

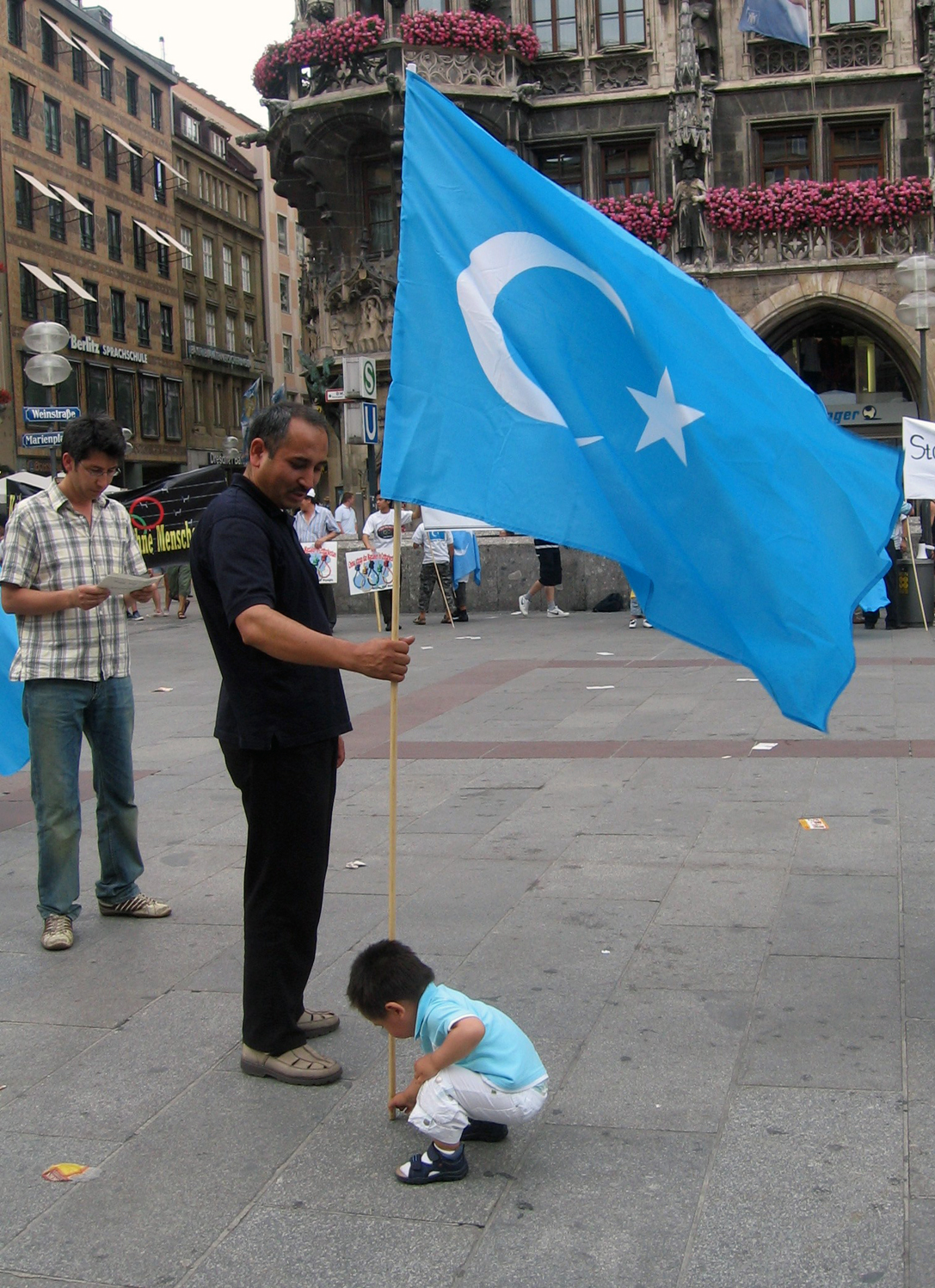
Demonstratie van Oeigoeren in München

Veel westerse waarnemers zien de toenemende migratie van Han-Chinezen in combinatie met ongelijke kansen op de arbeidsmarkt echter als de belangrijkste bron van spanning. Zowel Oeigoeren als Han-Chinezen leven in relatief gesloten etnische gemeenschappen en er is nauwelijks interactie tussen beide etnische groepen. Er zijn ook publicaties die verschillen benoemen tussen diverse bevolkingsgroepen in het kunnen hanteren van de gevolgen van urbanisatie meer in het algemeen en die dan negatief voor Oeigoeren uitvalt.
Er zijn enkele organisaties die streven naar onafhankelijkheid van het gebied. Die organisaties kunnen onderscheiden worden op basis van de internationale rol die een dergelijk onafhankelijk land zou moet spelen. Globaal zijn groepen die de term Oost-Turkestan gebruiken meer georiënteerd op het westen van Azië en Rusland. Die groepen kunnen weer verder onderverdeeld worden op basis van identificatie met de islam als uitgangspunt, dan wel met een seculier karakter van de gewenste staat. Een voorbeeld van de eerste groep is de Oost-Turkestaanse Islamitische Beweging. Een voorbeeld van de tweede groep is de Oost-Turkestaanse Bevrijdings Beweging.
Er zijn verschillen tussen groepen in opvatting over het belang van een aparte te onderscheiden Oeigoerse etnische identiteit. De Oost-Turkestaanse Onafhankelijkheids Beweging staat bijvoorbeeld voor een onafhankelijke staat Oeigoeristan. Er zijn groepen die de identiteit van de gewenste staat vooral zien als Turkstalig en islamitisch.
De meeste groepen hebben een gezamenlijk platform in het World Uyghur Congress. Een aantal van de groepen wordt door zowel China, de Verenigde Staten als de Verenigde Naties als terroristische organisaties beschouwd. Sinds 2004 bestaat er een zogenaamde Oost-Turkestaanse regering in ballingschap.

### Kampen
Wellicht sedert 2014, toen bij aanslagen van Oeigoerse militanten tientallen doden vielen, werden in Xinjiang meer en meer mensen opgesloten in gesloten centra, die volgens de autoriteiten “opleidingscentra” zijn, maar volgens Human Rights Watch neerkomen op interneringskampen. Het zou om honderdduizenden, mogelijk zelfs een miljoen of meer mensen gaan, vaak met een moslimachtergrond. In de kampen zouden de “geradicaliseerde inwoners de Chinese taal en wetgeving leren” en “de nodige vaardigheden krijgen aangeleerd om weer te kunnen integreren in de samenleving”. Op 25 november 2019 bracht het International Consortium of Investigative Journalists documenten uit met overheidsinstructies rond de leefomstandigheden in de gevangenissen. Onder andere 'martelingen, seksueel misbruik en gedwongen sterilisaties' komen voor in de kampen.
Amnesty International houdt in 2019 een schrijfactie gericht aan de Chinese president om de Oeigoer Yiliyasijiang Reheman, die vermoedelijk in zo'n heropvoedingskamp is, vrij te laten en met zijn vrouw te herenigen. Hij verdween in juli 2017 in Egypte toen hij en zijn vrouw daar studeerden. Dat gebeurde nadat de Chinese regering er bij Egypte op had aangedrongen om de honderden in het land aanwezige Oeigoeren op te pakken.
In maart 2021 werd bekend dat de Europese Unie 'voor het eerst in ruim dertig jaar strafmaatregelen genomen [heeft] tegen Chinese functionarissen' naar aanleiding van de schending van de mensenrechten door de Chinese overheid van de Oeigoeren. Onder meer het Canadese parlement en de Nederlandse Tweede Kamer beschuldigen China van genocide.